# Langscheid (Oberwesel)
Langscheid ist der südlichste und kleinste Stadtteil der Stadt Oberwesel im Rhein-Hunsrück-Kreis in Rheinland-Pfalz.

## Lage
Der Ort Langscheid liegt südlich des Engebaches auf einer Hochfläche über dem Rheintal am östlichen Ende des Hunsrück. Die Gemarkung wird überwiegend für Ackerbau genutzt.
Der Stadtteil ist mit dem fünf Kilometer nördlich am Rheinufer gelegenen Hauptort Oberwesel durch die Kreisstraße 89 verbunden. Nach der Durchquerung von Langscheid wird die Kreisgrenze erreicht und die Straße führt im Landkreis Mainz-Bingen als K 21 weiter nach Henschhausen und Bacharach. Im Ort zweigt zudem die K 88 von der K 89 ab und bietet in südwestlicher Richtung eine Verbindung nach Perscheid.
Zu Langscheid gehören auch die Wohnplätze Engelsburg und Rescheider Hof.

## Name
Über die Jahrhunderte variierte der Ortsname leicht – es finden sich nach der ersten Erwähnung 1253 als in Langesceider bach noch verschiedene Abwandlungen, bis im Jahr 1788 erstmals das heutige „Langscheid“ erscheint. Der Ortsname leitet sich von mittelhochdeutsch langen scheit = „beim langen bewaldeten Höhenrücken“ her.

## Geschichte
Langscheid wurde wahrscheinlich im 12. oder 13. Jahrhundert gegründet, als ausgehend von Oberwesel umfangreiche Waldrodungsgebiete erschlossen wurden. Darauf deutet die Endung „-scheid“ hin, und auch die erste Erwähnung im Jahr 1253 passt dazu.
Mit der Verpfändung von Oberwesel geriet auch Langscheid unter die Kontrolle von Kurtrier.
Der Dreißigjährige Krieg ging auch an Langscheid nicht spurlos vorüber. Schwedische Truppen plünderten, zerstörten die Kirche und steckten einen Teil des Ortes in Brand.
In den Jahren 1782/1783 erfolgte der Kirchenneubau von St. Nikolaus als zweiachsiger spätbarocker Saalbau, 1856 ergänzt um eine dritte Achse und dem dreistöckigen Westturm in neuromanischer Form.
Zusammen mit dem gesamten Linken Rheinufer fiel die Gemeinde 1798 an die Französische Republik und 1804 an das Napoleonische Kaiserreich. In der Folge gehörte Langscheid bis 1814 zur Marie Wiebelsheim, Kanton Bacharach im Arrondissement Simmern des Rhein-Mosel-Departement.
Nach der Niederlage Napoleons und den Vereinbarungen des Wiener Kongresses 1815 wurde das Gebiet des linken Rheinufers bis zur Nahe dem Königreich Preußen zugesprochen. Im Jahre 1816 wurden neue Kreise eingerichtet und Langscheid dem Kreis Sankt Goar im Regierungsbezirk Koblenz zugeordnet, wobei die im Jahr 1800 errichtete Mairie Wiebelsheim zur preußischen Bürgermeisterei wurde und de facto unter anderem Namen fortbestand.
Nach der Bildung des Landes Rheinland-Pfalz gehörte Langscheid ab 1948 zum Amt Oberwesel, Landkreis St. Goar, durch die rheinland-pfälzische Verwaltungsreform ab 1972 dann zur Verbandsgemeinde St. Goar-Oberwesel.
Von 1972 bis mindestens 1982 war Langscheid das Ziel beim jährlich ausgetragenen (Internationalen) ADAC-Rheingold-Bergrennen, einem Einzelzeitfahren auf kurvenreichen 3,6 Kilometern der Kreisstraße 89. Gestartet wurde in Oberwesel, da es zur Definition dieser speziellen Disziplin im Motorsport gehört, dass auf einer überwiegend bergauf verlaufenden Strecke gefahren wird. Das Rennen wurde vom Hunsrück-Auto-Club e. V. im ADAC Simmern veranstaltet, der Heimatverein Langscheid unterstützte diese Wochenendveranstaltung.
Zum 23. März 1974 erfolgte auf eigenen Antrag der bis dahin selbständigen Gemeinde Langscheid die Eingemeindung nach Oberwesel – zeitgleich mit Dellhofen und dem inzwischen seit 1999 wieder selbständigen Urbar.

## Einwohner
Die durchschnittliche Einwohnerzahl betrug in den letzten Jahren etwa 250 Personen.

## Politik
Langscheid ist als Ortsbezirk ausgewiesen und wird von einem Ortsbeirat und einen Ortsvorsteher politisch vertreten. Der Ortsbeirat besteht aus sieben Ortsbeiratsmitgliedern, die bei der Kommunalwahl am 9. Juni 2024 per Mehrheitswahl gewählt wurden.
Karsten Liesenfeld (CDU) wurde am 15. August 2024 Ortsvorsteher von Langscheid. Bei der Direktwahl am 9. Juni 2024 war er als einziger Bewerber mit einem Stimmenanteil von 80,7 % für fünf Jahre gewählt worden.
Liesenfelds Vorgänger Egon Lambrich war bei der Kommunalwahl am 26. Mai 2019 mit einem Stimmenanteil von 85,83 % gewählt worden und damit Nachfolger von Roland Dietz jun. Egon Lambrich verstarb Ende 2023. Bis zur Kommunalwahl 2024 wurden die Amtsgeschäfte vom stellvertretenden Ortsvorsteher Willi Liesenfeld ausgeübt.
Josef Federhen († 2022) war der letzte Ortsbürgermeister der selbständigen Gemeinde Langscheid (1969–1974) und nach der Eingemeindung der erste Ortsvorsteher des Ortsbezirks Oberwesel-Langscheid (1974–1984).

## Sehenswürdigkeiten
Mehrere Gebäude sind als Einzeldenkmäler ausgewiesen.
Siehe auch: Liste der Kulturdenkmäler in Langscheid

## Wirtschaft
Der Ort ist von der Landwirtschaft geprägt, Ferienwohnungen sind vorhanden. Sonstige Arbeitsplätze werden von Pendlern vor allem in den Zentren Koblenz und Mainz aufgesucht.